# NGC 1744
NGC 1744 is een balkspiraalstelsel in het sterrenbeeld Haas. Het hemelobject werd 20 november 1835 ontdekt door de Britse astronoom John Herschel.

## Synoniemen
- PGC 16517
- ESO 486-5
- MCG -4-12-29
- IRAS04579-2605